# Paróquia São Paulo Apóstolo (São Paulo)

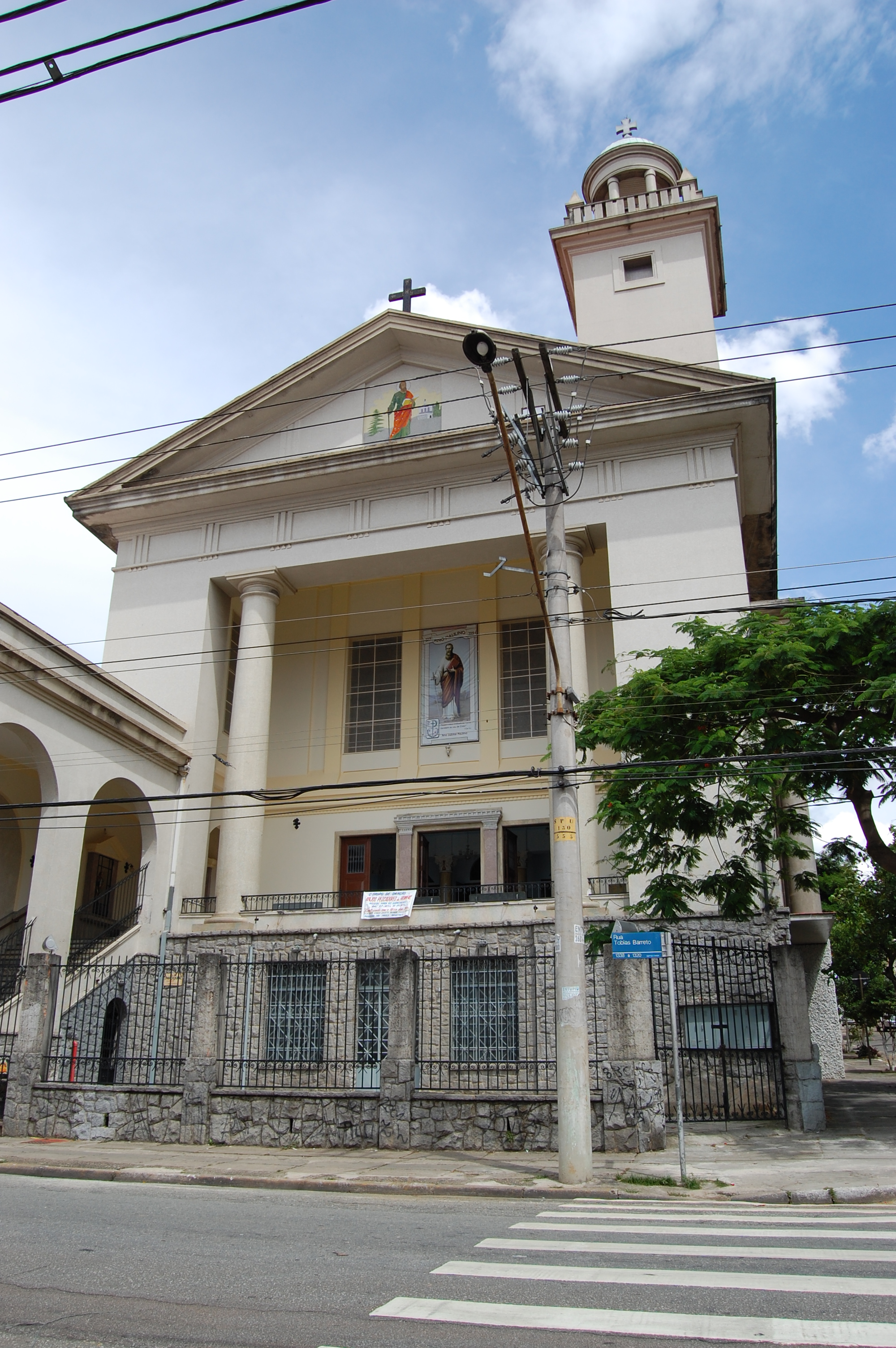

A Paróquia São Paulo Apóstolo do Belém foi criada em 8 de dezembro de 1939 na rua Tobias Barreto, entre o Belenzinho e o Alto da Mooca, cidade de São Paulo, Brasil. Pertence ao setor Belém da Arquidiocese de São Paulo.